# Ченстохова Варта
Ченстохова Варта - ликвидированная железнодорожная станция в городе Ченстохова, Силезское воеводство, Польше.
Станция находилась к востоку от вокзала Варшаво-Венской железной дороги Ченстохова Главная на берегу реки Варта. Возникла в начале XX века, как конечная одной из линий ченстоховского железнодорожного узла, для нужд заводов по изготовлению пива и канцелярских принадлежностей.
Старое здание станции было снесено сразу после войны, а существующее было приспособлено под станцию из подсобного помещения, которое сохранилось до сих пор, хотя и частично разрушено.

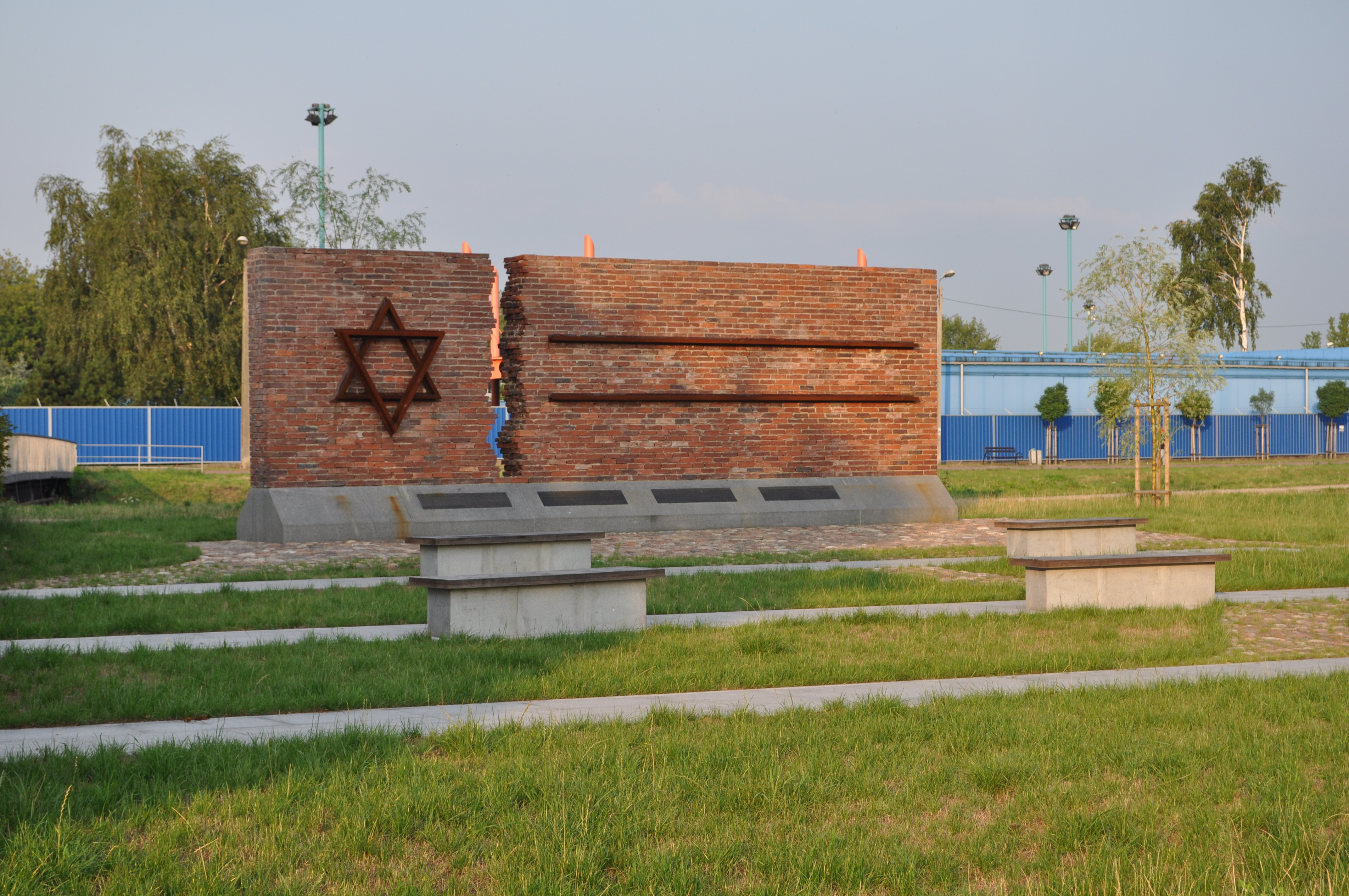
Памятник близ станции Ченстохова Варта

22, 25 и 28 сентября, а также 1, 4 и 7 октября 1942 года немцы произвели депортацию 40 тыс. евреев ченстоховского гетто в лагерь смерти в Треблинке поездами с железнодорожной станции Ченстохова Варта. Установлен памятник, его автором был уроженец Ченстоховы Самуэль Вилленберг.